# Ла-Чоррера (Панама)
Ла-Чоррера (исп. La Chorrera) — город, расположенный на территории провинции Западная Панама (Панама); административный центр провинции Западная Панама и одноименного округа.

## География
Площадь — 40 км². Население — 62 803 человек (2010 год).
Через город проходит Панамериканское шоссе. Основан в 1855.